# Federalist Papers

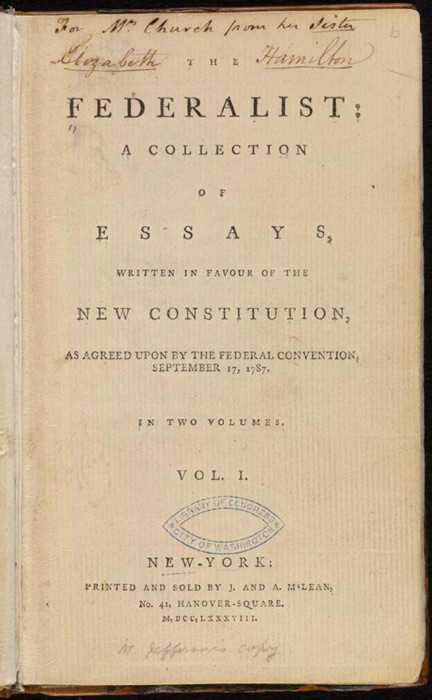
Pagina de titlu a primei colecții din The Federalist (1788). Acest exemplar a fost un dar oferit de soția lui Alexander Hamilton, Elizabeth Schuyler Hamilton, surorii ei,.

The Federalist (mai târziu cunoscută sub numele de The Federalist Papers) este o colecție de 85 de articole și eseuri scrise sub pseudonimul „Publius” de către Alexander Hamilton, James Madison și John Jay pentru a promova ratificarea⁠(d) Constituției Statelor Unite. Șaptezeci și șapte dintre aceste eseuri au fost publicate în serie în The Independent Journal, New York Packet și Daily Advertiser între octombrie 1787 și august 1788. O compilație în două volume cuprinzându-le pe ele și pe altele opt a fost publicată în 1788 sub titlul The Federalist: A Collection of Essays, Written in Favour of the New Constitution, as Agreed upon by the Federal Convention, 17 septembrie 1787. Colecția a fost cunoscută sub numele de The Federalist până când în secolul al XX-lea a apărut numele The Federalist Papers.
Deși autorii articolelor doreau în primul rând să influențeze votul în favoarea ratificării Constituției, în „Federalist No. 1⁠(d)” ei au încadrat explicit dezbaterea în termeni politici mai largi:
S-a afirmat adesea că se pare că este rezervat oamenilor din această țară, prin comportamentul și exemplul lor, rolul de a hotărî asupra importantei întrebări dacă societățile de oameni sunt într-adevăr capabile sau nu, de a-și stabili o bună guvernare prin reflecție și cumpănire, sau dacă sunt pentru totdeauna sortite să depindă pentru constituțiile politice pe accident și de forță.
„Articolul Federalist Nr. 10”, în care Madison discută despre mijloacele de prevenire a dictaturii majorității și pledează pentru o republică mare, comercială, este în general considerat a fi cel mai important dintre cele 85 de articole din perspectivă filosofică; acesta este completat de „Federalist No. 14⁠(d)” în care Madison ia măsura Statelor Unite, declară oportună o republică extinsă, și se încheie cu o memorabilă pledoarie în favoarea creativității constituționale și politice  a Convenției Federale. În „Federalist No. 84⁠(d)”, Hamilton susține că nu este nevoie să se modifice Constituția prin adăugarea unei Legi a Drepturilor, insistând că diferitele dispoziții ale proiectului Constituției ce protejează libertățile constituie deja o „lege a drepturilor”. „Federalist No. 78⁠(d)”, scris tot de Hamilton, pune bazele doctrinei revizuirii judiciare de către instanțele federale a legislației federale sau a actelor executive. „Federalist No. 70⁠(d)” prezintă opinia lui Hamilton despre un executiv condus de o singură persoană. În „Federalist No. 39⁠(d)”, Madison expune cel mai clar ce anume a ajuns să fie numit „federalism⁠(d)”. În „Federalist No. 51⁠(d)”, Madison distilează argumentele despre mecanismele de verificare și control într-un eseu citat adesea pentru justificarea guvernării ca fiind „cea mai măreață dintre toate reflecțiile asupra naturii umane”.
Potrivit istoricului Richard B. Morris⁠(d), ele sunt o „incomparabilă expunere a Constituției, un clasic al științelor politice de neegalat atât în amploare cât și în profunzime de produsul oricărui alt scriitor american”.

## Istoria

### Originile
Convenția Federală⁠(d) și-a trimis proiectul de Constituție Congresului Confederației, care la rândul său l-a transmis statelor membre pentru ratificare la sfârșitul lunii septembrie 1787. Pe 27 septembrie 1787, „Cato” a apărut pentru prima dată în presa din New York criticând propunerea; „Brutus” l-a urmat pe 18 octombrie 1787. Acestea și alte articole și scrisori deschise care criticau noua Constituție aveau să devină cunoscute sub numele de „articolele antifederaliste⁠(d)”. Ca răspuns, Alexander Hamilton a decis să lanseze o apărare măsurată și o explicație cuprinzătoare a proiectului de Constituție pentru cetățenii statului New York. El a scris în Federalist No. 1⁠(d) că seria ca „încerca a da un răspuns satisfăcător tuturor obiecțiilor care își vor fi făcut apariția, și care pot părea să merite puțin din atenția dumneavoastră”.

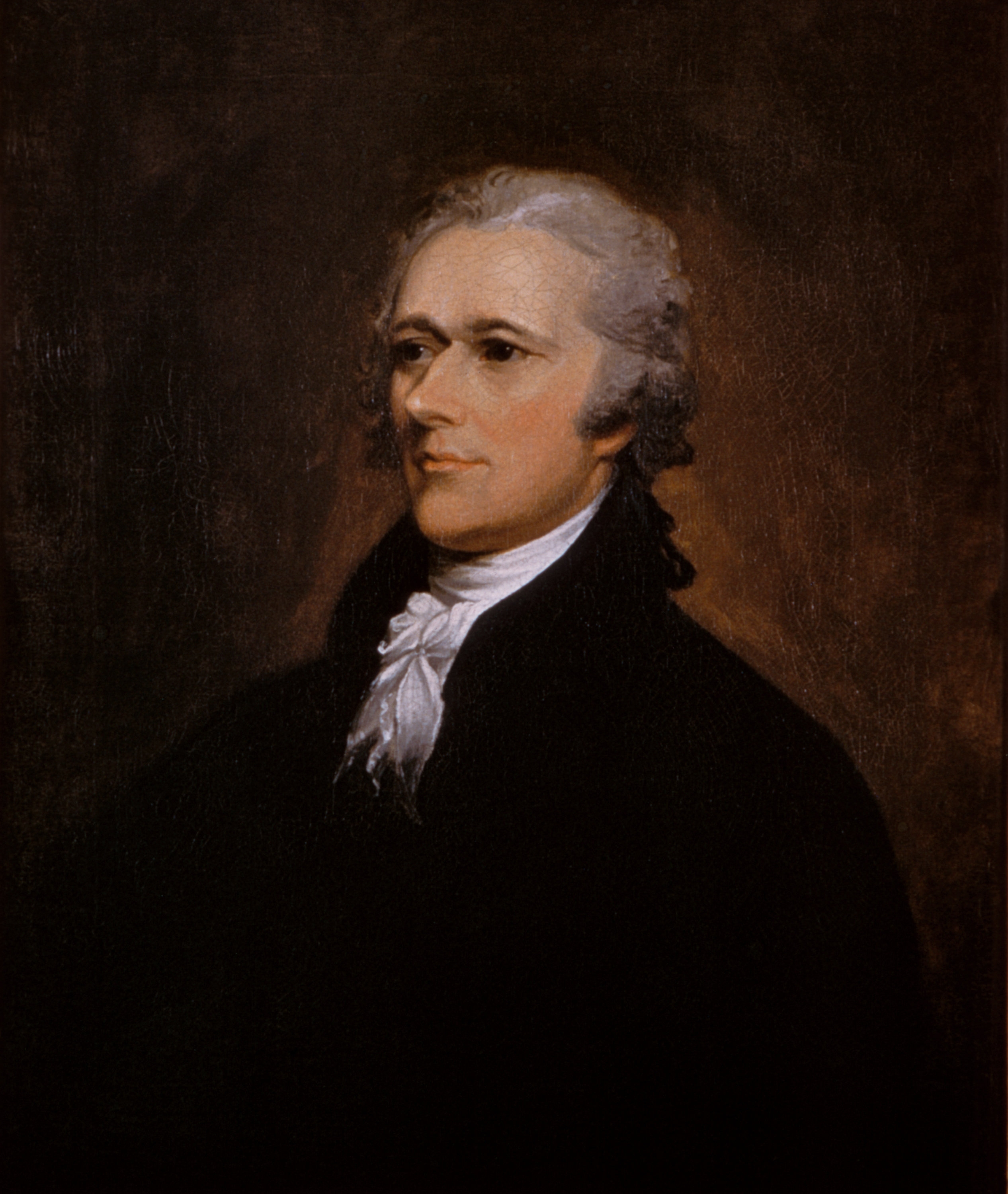
Alexander Hamilton, autor al majorității articolelor The Federalist

Hamilton a recrutat colaboratori pentru proiect. El l-a luat pe lângă el pe John Jay, care, după patru eseuri (Federalist Nr. 2⁠(d), 3⁠(d), 4⁠(d), și 5⁠(d)), s-a îmbolnăvit și a mai contribuit doar cu un singur alt eseu, Federalist No. 64⁠(d). De asemenea, el a distilat pledoaria sa într-un pamflet în primăvara anului 1788, An Address to the People of the State of New-York; Hamilton l-a citat și l-a aprobat în Articolul Federalist Nr. 85⁠(d). James Madison, prezent în New York ca delegat al Virginiei la Congresul Confederației, a fost recrutat de către Hamilton și Jay, și a devenit cel mai important colaborator al lui Hamilton. Se pare că au fost evaluați și Governeur Morris⁠(d) și William Duer⁠(d); Morris ar fi refuzat invitația, iar Hamilton a respins trei eseuri scrise de Duer. Duer a scris mai târziu în sprijinul a trei autori federaliști sub pseudonimul „Philo-Publius”, adică „Prietenul lui Publius”.
Hamilton a ales „Publius” ca pseudonim sub care să scrie seria de articole. Deși mai multe alte piese reprezentând ambele părți ale dezbaterii constituționale erau scrise sub nume romane, Albert Furtwangler susține că "„«Publius» era o clasă peste «Caesar» sau «Brutus» sau chiar «Cato». Publius Valerius⁠(d) nu a fost un apărător târziu al republicii, ci unul dintre fondatorii ei. Numele său mai celebru, Publicola, însemna «prietenul poporului»”. Nu a fost prima dată când Hamilton a folosit acest pseudonim: în 1778, a semnat cu el cele trei scrisori deschise în care îl ataca pe colegul federalist Samuel Chase⁠(d). Patriotismul lui Chase a fost pus sub semnul întrebări după ce Hamilton a dezvăluit că Chase a profitat de informațiile dobândite în Congres pentru a încerca să domine piața făinii.

### Autorii
La data publicării, autorul articolelor era un secret bine păzit, deși observatorii abili au remarcat identitatea lui Hamilton, Madison și Jay. După moartea lui Hamilton în 1804, a devenit publică o listă elaborată de el prin care revendica paternitatea a două treimi din articole, inclusiv unele care păreau mai probabil lucrările lui Madison (Nr. 49-58 și 62-63). Munca de detectiv a lui Douglass Adair⁠(d) din 1944 a postulat următoarele atribuiri de autor, coroborate în 1964 de o analiză pe computer a textelor:
- Alexander Hamilton (51 de articole: Nr. 1, 6–9, 11–13, 15–17, 21–36, 59–61, și 65–85)
- James Madison (29 de articole: Nr. 10, 14, 18-20,[10] 37–58 și 62–63)
- John Jay (5 articole: Nr. 2–5 și 64).

Un total de 85 de articole au fost scrise de către cei trei într-un interval de zece luni, sub pseudonimul „Publius” deoarece acesta amintea de fondatorul Republicii Romane, și folosirea acestei denumiri implica intenție pozitivă. Madison este acum recunoscut ca părinte al Constituției — în ciuda faptului că el a respins în mod repetat această onoare în timpul vieții. Madison a devenit un important membru al Camerei Reprezentanților a SUA reprezentând Virginia (1789–1797), ca secretar de stat (1801–1809), și în cele din urmă ca cel de al patrulea președinte al Statelor Unite. Hamilton, care era un sustinător de seamă al reformei constituționale naționale de-a lungul anilor 1780 și a reprezentat New Yorkul la Convenția Constituțională⁠(d), în 1789 a devenit primul secretar al Trezoreriei⁠(d), un post pe care a deținut-o până la demisia sa în 1795. John Jay, care a fost secretar pentru afaceri externe în perioada Articolelor de Confederare din 1784 până la expirarea lor în 1789, a devenit primul președinte al Curții Supreme a Statelor Unite ale Americii în 1789, retrăgându-se în 1795 pentru a accepta alegerea ca guvernator al statului New York, un post deținut timp de două mandate, până la retragerea definitivă din viața politică în anul 1801.

### Publicarea

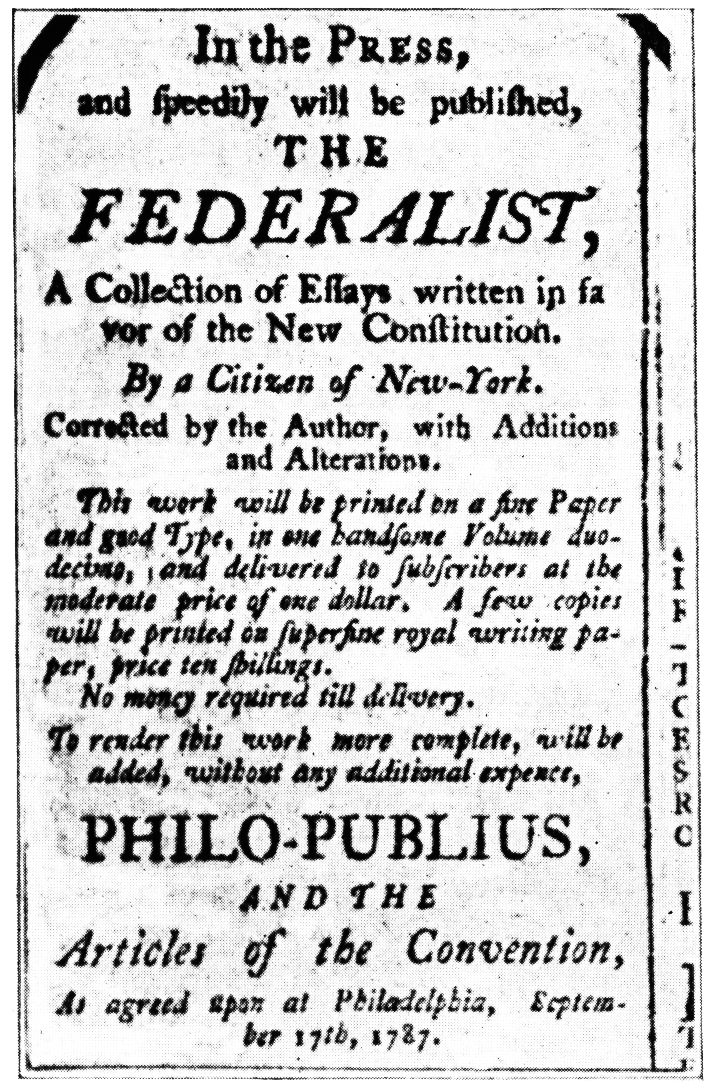
O reclamă la The Federalist, 1787, folosind pseudonimul „Philo-Publius”

Articolele The Federalist au apărut în trei ziare din New York: The Independent Journal⁠(d), New-York Packet, și The Daily Advertiser, începând cu data de 27 octombrie 1787. Deși scrise și publicate în grabă, articolele The Federalist au fost citite și au influențat foarte mult forma de instituțiilor politice americane. Între ele, Hamilton, Madison și Jay au ținut un ritm rapid, uneori apărând trei sau chiar patru eseuri semnate de Publius într-o singură săptămână. Garry Wills observă că ritmul de producție „copleșea” orice răspuns posibil: „Cine ar fi putut, chiar având suficient timp la dispoziție, să răspundă la o asemenea canonadă de argumente? Și nu avea nimeni timp.” Hamilton a încurajat și retipărirea eseurilor în ziare din afara statului New York și, într-adevăr, ele au fost publicate în mai multe alte state unde aveau loc dezbateri despre ratificare. Cu toate acestea, ele au fost publicate doar neregulat în afara New Yorkului, și în alte părți ale țării au fost de multe ori umbrite de autorii locali.
Deoarece eseurile au fost inițial publicate în New York, cele mai multe dintre ele încep cu aceeași formulă de adresare⁠(d): „Poporului statului New York”.
Cererea mare pentru eseuri a condus la publicarea lor într-o formă mai permanentă. De la 1 ianuarie 1788, editura newyorkeză J. & A. McLean a anunțat că va publica primele treizeci și șase de eseuri ca un volum legat; volumul a fost lansat pe 2 martie și a fost intitulat The Federalist. Noi eseuri au continuat să apară în ziare; Federalist No. 77⁠(d) a fost ultimul număr care a mai apărut în această formă, pe 2 aprilie. Un al doilea volum legat conținând ultimele patruzeci și nouă de eseuri a fost lansat pe 28 mai. Restul de opt lucrări au fost publicate în ziarele din New York între 14 iunie și 16 august.
O ediție franceză din 1792 a încheiat anonimitatea colectivă a lui Publius, anunțând că lucrarea a fost scrisă de „MM Hamilton, Maddisson E Gay”, cetățeni ai statului New York. În 1802, George Hopkins a publicat o ediție americană care, similar, dădea numele autorilor. Hopkins a dorit și ca „numele autorului să fie prefixat fiecărui număr”, dar în acest moment Hamilton a insistat ca acest lucru să nu se întâmple, și împărțirea eseurilor între cei trei autori a rămas un secret.

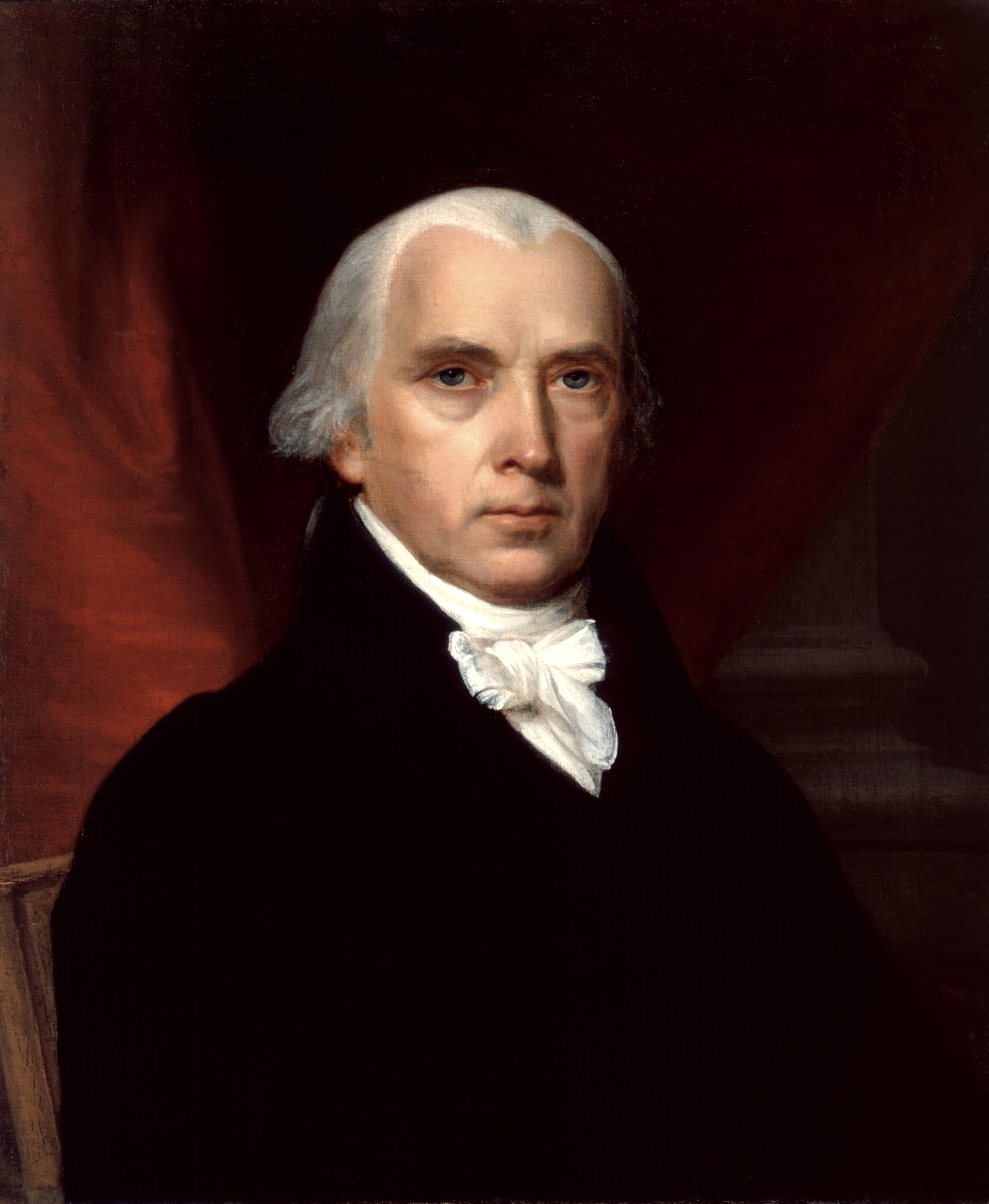
James Madison, principalul colaborator al lui Hamilton, mai târziu președinte al Statelor Unite

Prima publicare care a împărțit lucrările astfel a fost o ediție din 1810 care a folosit o listă lăsată de Hamilton pentru a asocia autorii cu numerele lor; această ediție a apărut ca două volume din compilația „Operele lui Hamilton”. În 1818, Jacob Gideon a publicat o ediție nouă cu o nouă listă de autori, pe baza unei liste furnizate de către Madison. Diferența dintre lista lui Hamilton și cea a lui Madison a constituit baza unei dispute pe tema paternității unei duzini de eseuri.
Atât ediția lui Hopkins cât și cea a lui Gideon încorporau modificări importante asupra textului articolelor, efectuate în general cu acordul autorilor. În 1863, Henry Dawson a publicat o ediție care conține textul originar din ziare, argumentând că acestea ar trebui să fie păstrate așa cum au fost scrise în acel moment istoric, nu editate de autori ani mai târziu.
Oamenii de știință moderni folosesc, în general, textul pregătit de către Jacob E. Cooke pentru ediția lui din 1961 a The Federalist; această ediție a folosit textele din ziare pentru eseurile cu numerele 1-76 și ediția McLean pentru eseurile cu numerele 77-85.

### Eseurile disputate
Paternitatea a șaptezeci și trei dintre eseurile The Federalist este destul de sigură. Douăsprezece dintre aceste eseuri sunt contestate de unii istorici, deși consensul modern este că Madison a scris eseurile nr. 49-58, iar nr. 18-20 au fost scrise în colaborare de el și de Hamilton; Nr. 64⁠(d) îi aparține lui John Jay. Prima numire publică a autorilor eseurilor individuale a fost furnizată de către Hamilton care, în zilele dinaintea duelului său armat fatal cu Aaron Burr, a furnizat avocatului său o listă detaliată cu autorul fiecărui număr. Această listă îl credita pe Hamilton cu șaizeci și trei de eseuri (trei dintre acestea fiind scrise în comun cu Madison), aproape trei sferturi din ansamblu, și a fost folosit ca bază pentru o imprimare din 1810, care a fost prima care a atribuit anume fiecare eseu autorului său.

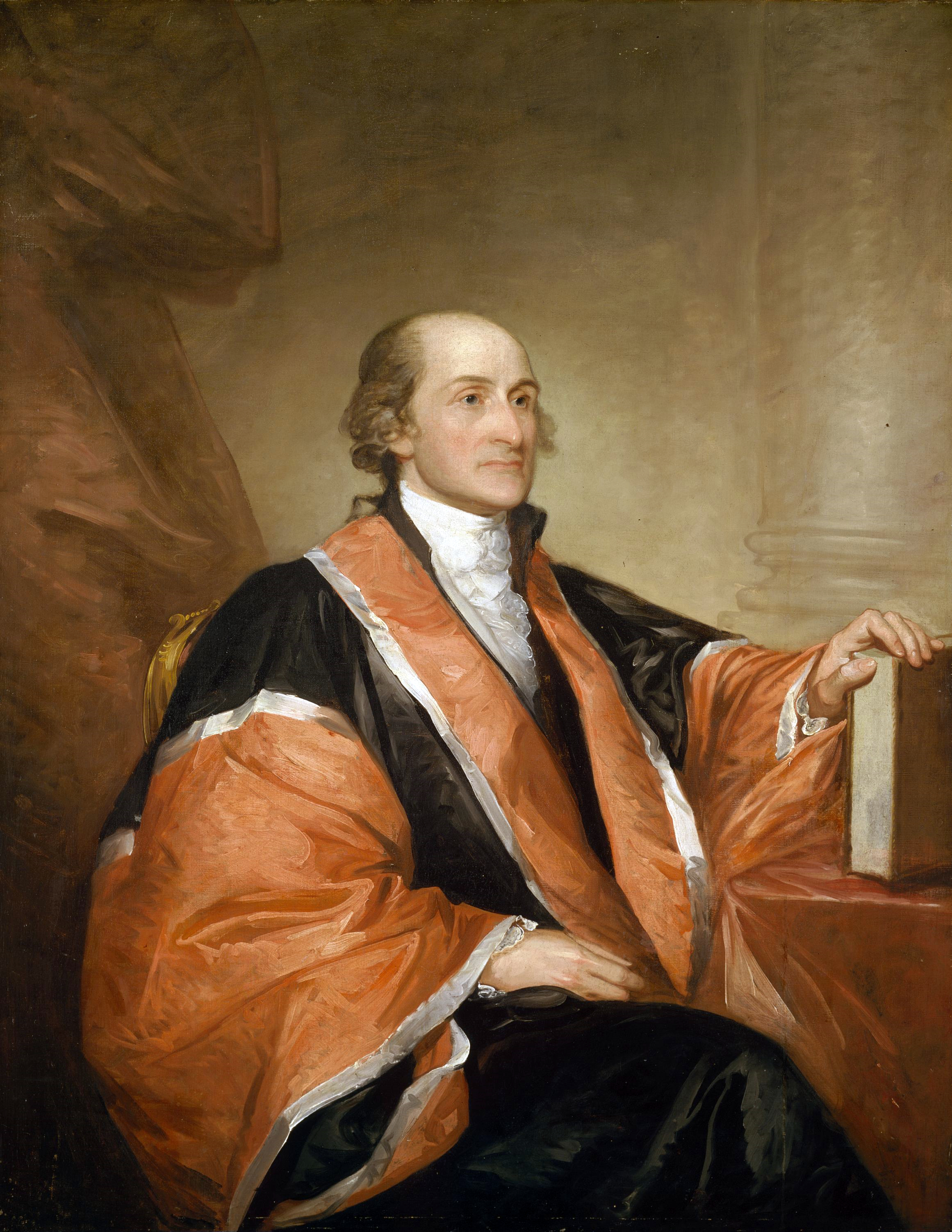
John Jay, autor a cinci dintre articolele The Federalist, a devenit mai târziu primul președinte al Curții Supreme a Statelor Unite

Madison nu a contestat imediat lista lui Hamilton, ci a dat și el lista lui pentru ediția Gideon din 1818 de The Federalist. Madison a revendicat douăzeci și nouă de articole, și el a sugerat că diferența dintre cele două liste a fost „fără îndoială, datorată grabei cu a fost întocmit memorandumul [lui Hamilton]." O eroare cunoscută în lista lui Hamilton—atribuirea incorectă a Nr. 54⁠(d) lui John Jay, când, de fapt, Jay a scris Nr. 64—a furnizat unele dovezi în favoarea afirmației lui Madison.
S-au efectuat în mai multe rânduri analize statistice pentru a încerca să se lămurească problema autorului pe baza frecvenței cuvintelor și a stilului de scris. Aproape toate studiile statistice arată că articolele contestate au fost scrise de către Madison, deși un studiu informatic sugerează că ele ar fi fost scrise în colaborare.

### Influența privind dezbaterea despre ratificare
Articolele The Federalist au fost scrise pentru a sprijini ratificarea Constituției, în special în New York. Nu se știe dacă ele au avut efect în acest sens. Procedurile de ratificare au avut loc separat în fiecare stat, și eseurile nu au fost retipărite regulat în afara New Yorkului; mai mult, când seria era în plină desfășurare, un număr important de state deja ratificaseră Constituția, de exemplu Pennsylvania, pe 12 decembrie. New York a așteptat până la 26 iulie; cu siguranță The Federalist au fost mai importante aici decât oriunde altundeva, dar Furtwangler susține că „cu greu ar putea rivaliza cu alte forțe majore în lupta politică pentru ratificare”—anume, aceste forțe cuprindeau influența personală a federaliștilor celor mai cunoscuți, ca Hamilton și Jay, și a antifederaliștilor, inclusiv guvernatorul George Clinton. Mai mult, când New York a ajuns la vot, zece state ratificaseră deja Constituția și deci ea era deja adoptată: era nevoie ca doar nouă state să o ratifice ca noul guvern să fie stabilit între ele; ratificarea de către Virginia, al zecelea stat, a pus presiune asupra New Yorkului să o ratifice. În lumina acestor fapte, Furtwangler observă că „refuzul New Yorkului ar fi făcut din acel stat un străin ciudat.”
Doar 19 federaliști au fost aleși în convenția de ratificare din New York, în comparație cei 46 de delegați ai antifederaliștilor. Deși New York a ratificat Constituția pe 26 iulie, lipsa de sprijin public pentru federaliștii pro-Constituție l-a făcut pe istoricul John Kaminski să sugereze că impactul avut de The Federalist asupra cetățenilor New Yorkului a fost „neglijabil”.
În ce privește Virginia, care a ratificat Constituția la convenția sa⁠(d) din 25 iunie, Hamilton scria într-o scrisoare adresată lui Madison că ediția adunată de The Federalist fusese trimisă în Virginia; Furtwangler presupune că ea trebuia să acționeze ca „manual al participantului la dezbaterea de la convenția de acolo”, deși susține că această influență indirectă ar fi o „distincție dubioasă”. Probabil de mai mare importanță pentru dezbaterea din Virginia au fost, în orice caz, sprijinul lui George Washington pentru proiectul de Constituție și prezența lui Madison și a guvernatorului Edmund Randolph la convenție și argumentația lor în favoarea ratificării.

## Structura și conținutul
În Federalist No. 1⁠(d), Hamilton enumera șase subiecte ce urmau a fi incluse în articolele următoare:
1. „Utilitatea UNIUNII pentru prosperitatea dumneavoastră politică” – acoperit în Nr. 2 până la Nr. 14
2. „Insuficiența prezentei Confederații pentru păstrarea acestei Uniuni” –acoperit de la Nr. 15 la Nr 22
3. „Necesitatea unui guvern cel puțin la fel de energic cu cel propus pentru atingerea acestui obiectiv”, – acoperit de la Nr. 23 la Nr. 36
4. „Conformitatea proiectului de constituție cu adevăratele principii ale guvernării republicane” – acoperit de la Nr. 37 la Nr. 84
5. „Analogia cu constituția propriului dumneavoastră stat”, – acoperit în Nr. 85
6. "Măsurile de securitate suplimentare pe care adoptarea acesteia le va permite acestei specii de guvern, libertății și prosperității”, – acoperit în Nr. 85.[30]

Furtwangler constată că, pe măsură ce seria creștea, acest plan a fost oarecum schimbat. Cel de-al patrulea subiect s-a extins într-o acoperire detaliată a articolelor individuale din Constituție și a instituțiilor mandatate de ele, în timp ce ultimele două subiecte au fost doar atinse în ultimul eseu.
Documentele pot fi defalcate după autor și după subiect. La începutul serii, toți cei trei autori au contribuit; primele douăzeci de articole sunt defalcate în unsprezece de Hamilton, cinci de Madison și patru de Jay. Restul seriei este însă dominată de trei segmente lungi scrise de un singur autor: Nr. 21 până la Nr. 36 de Hamilton, Nr. 37 până la 58 de către Madison, scrise în timp ce Hamilton era în Albany, și de la Nr. 65, până la sfârșit de Hamilton, publicate după ce Madison a plecat în Virginia.

### Opoziția față de Bill of Rights
Articolele The Federalist (în special Articolul Federalist Nr. 84⁠(d)) se remarcă prin opoziția lor față de ceea ce mai târziu a devenit Bill of Rights a Statele Unite ale Americii. Ideea de a adăuga o Lege a Drepturilor la Constituție a fost inițial controversată, deoarece Constituția, așa cum este ea scrisă, nu enumera și proteja anume drepturile oamenilor, ci mai degrabă enumera atribuțiile guvernului și lăsa tot ce nu era specificat în mâinile statelor și oamenilor. Alexander Hamilton, autorul Articolului Federalist Nr. 84, se temea că o astfel de enumerare, odată scrisă explicit, ar fi ulterior interpretată ca o listă exclusivă a drepturilor pe care le au oamenii.
Cu toate acestea, opoziția lui Hamilton față de o Lege a Drepturilor era departe de a fi universală. Robert Yates⁠(d), scriind sub pseudonimul Brutus, a articulat acest punct de vedere, în așa-numitul Anti-Federalist Nr. 84⁠(d), afirmând că un guvern neîngrădit de o astfel de lege ar putea ușor degenera în tiranie. Referințele din The Federalist și din dezbaterile de ratificare avertizează față de demagogii care, prin apeluri cu putere de dezbinare, ar avea ca scop tirania. The Federalist începe și încheie cu această problemă. În ultimul articol, Hamilton oferă „o lecție de moderație tuturor sincerilor iubitori ai Uniunii, și ar trebui să îi pună în gardă împotriva riscului de anarhie, război civil, de perpetuă înstrăinare a Statelor unele față de altele, și, probabil, despotismului militar al vreunui demagog de succes”. Problema a fost clarificată de către al Nouălea Amendament.

## Abordări și interpretări moderne

### Utilizarea judiciară
Atunci când interpretează Constituția, judecătorii federali utilizează frecvent eseurile The Federalist ca o prezentare contemporană a intențiilor celor care au întocmit și ratificat Constituția. Ele au fost aplicate pe probleme variind de la puterea guvernului federal în domeniul afacerilor externe (în Hines v. Davidowitz⁠(d)) până la validitatea legilor ex post facto⁠(d) (în decizia din cazul Calder v. Bull⁠(d) din 1798, probabil prima hotărâre care menționează The Federalist). Până în 2000, The Federalist fusese citat de 291 ori în hotărârile Curții Supreme.
Au existat mereu controverse pe marginea a cât de mult ar trebui respectate eseurile The Federalist în interpretarea constituțională. Încă din 1819, președintele Curții Supreme John Marshall a remarcat în celebrul caz McCulloch v. Maryland⁠(d) că „opiniilor exprimate de către autorii acestor opere li s-a acordat pe bună dreptate un mare respect în explicarea Constituției. Nu există elogiu care să le poată exagera meritele; dar în aplicarea opiniilor în cazurile care pot apărea în cursul guvernării noastre, trebuie reținut dreptul de a le judeca corectitudinea.” Într-o scrisoare adresată lui Thomas Ritchie⁠(d) în 1821, el a declarat că „înțelesul legitim al Instrumentului trebuie să fie derivat din textul în sine; sau, dacă trebuie căutată o cheie în altă parte, nu trebuie să fie căutată în opiniile sau intențiile Corpului care a planificat & propus Constituția, ci în sensul atașat acesteia de oamenii din Convențiile statului respectiv în cadrul cărora ele au primit toată autoritatea de care dispun.” 

## Lista completă
Culorile utilizate pentru fundalul rândului corespund autorului lucrării.
     Alexander Hamilton
     John Jay
     James Madison
| #     | Dată                                          | Titlu | Autor              |
| ----- | --------------------------------------------- | --- | ------------------ |
| 1⁠(d)  | 27 octombrie 1787                             | Introducere generală                                                                                             | Alexander Hamilton |
| 2⁠(d)  | 31 octombrie 1787                             | Despre pericolele forței și influenței străine                                                                   | John Jay           |
| 3⁠(d)  | 3 noiembrie 1787                              | Același subiect continuat: Despre pericolele forței și influenței străine                                        | John Jay           |
| 4⁠(d)  | 7 noiembrie 1787                              | Același subiect continuat: Despre pericolele forței și influenței străine                                        | John Jay           |
| 5⁠(d)  | 10 noiembrie 1787                             | Același subiect continuat: Despre pericolele forței și influenței străine                                        | John Jay           |
| 6⁠(d)  | 14 noiembrie 1787                             | Despre pericolele disensiunilor între state                                                                      | Alexander Hamilton |
| 7⁠(d)  | 15 noiembrie 1787                             | Același subiect continuat: Despre pericolele disensiunilor între state                                           | Alexander Hamilton |
| 8⁠(d)  | 20 noiembrie 1787                             | Consecințele ostilităților dintre state                                                                          | Alexander Hamilton |
| 9⁠(d)  | 21 noiembrie 1787                             | Uniunea ca mijloc de pază împotriva facțiunilor și insurecțiilor interne                                         | Alexander Hamilton |
| 10    | 22 noiembrie 1787                             | Același subiect continuat: Uniunea ca mijloc de pază împotriva facțiunilor și insurecțiilor interne              | James Madison      |
| 11⁠(d) | 24 noiembrie 1787                             | Utilitatea Uniunii în raport cu relațiile comerciale și la o marină                                              | Alexander Hamilton |
| 12⁠(d) | 27 noiembrie 1787                             | Utilitatea uniunii în raport cu venitul                                                                          | Alexander Hamilton |
| 13⁠(d) | 28 noiembrie 1787                             | Avantajele Uniunii în raport cu economia în guvernare                                                            | Alexander Hamilton |
| 14⁠(d) | 30 noiembrie 1787                             | Răspuns la obiecțiile față de proiectul de constituție din partea extinderii teritoriului                        | James Madison      |
| 15⁠(d) | 1 decembrie 1787                              | Insuficiența prezentei confederații pentru conservarea Uniunii                                                   | Alexander Hamilton |
| 16⁠(d) | 4 decembrie 1787                              | Același subiect continuat: Insuficiența prezentei confederații pentru conservarea Uniunii                        | Alexander Hamilton |
| 17⁠(d) | 5 decembrie 1787                              | Același subiect continuat: Insuficiența prezentei confederații pentru conservarea Uniunii                        | Alexander Hamilton |
| 18⁠(d) | 7 decembrie 1787                              | Același subiect continuat: Insuficiența prezentei confederații pentru conservarea Uniunii                        | James Madison      |
| 19⁠(d) | 8 decembrie 1787                              | Același subiect continuat: Insuficiența prezentei confederații pentru conservarea Uniunii                        | James Madison      |
| 20⁠(d) | 11 decembrie 1787                             | Același subiect continuat: Insuficiența prezentei confederații pentru conservarea Uniunii                        | James Madison      |
| 21⁠(d) | 12 decembrie 1787                             | Alte defecte ale prezentei confederații                                                                          | Alexander Hamilton |
| 22⁠(d) | 14 decembrie 1787                             | Același subiect continuat: Alte defecte ale prezentei confederații                                               | Alexander Hamilton |
| 23⁠(d) | 18 decembrie 1787                             | Necesitatea unui guvern la fel de energic ca cel propus pentru conservarea Uniunii                               | Alexander Hamilton |
| 24⁠(d) | 19 decembrie 1787                             | Puterile necesare pentru apărarea comună luate mai mult în considerare                                           | Alexander Hamilton |
| 25⁠(d) | 21 decembrie 1787                             | Același subiect continuat: Puterile necesare pentru apărarea comună luate mai mult în considerare                | Alexander Hamilton |
| 26⁠(d) | 22 decembrie 1787                             | Ideea restricționării autorității legislative în raport cu apărarea comună                                       | Alexander Hamilton |
| 27⁠(d) | 25 decembrie 1787                             | Același subiect continuat: Ideea restricționării autorității legislative în raport cu apărarea comună            | Alexander Hamilton |
| 28⁠(d) | 26 decembrie 1787                             | Același subiect continuat: Ideea restricționării autorității legislative în raport cu apărarea comună            | Alexander Hamilton |
| 29⁠(d) | 9 ianuarie 1788                               | Despre miliție                                                                                                   | Alexander Hamilton |
| 30⁠(d) | 28 decembrie 1787                             | Despre puterea generală de impozitare                                                                            | Alexander Hamilton |
| 31⁠(d) | 1 ianuarie 1788                               | Același subiect continuat: Despre puterea generală de impozitare                                                 | Alexander Hamilton |
| 32⁠(d) | 2 ianuarie 1788                               | Același subiect continuat: Despre puterea generală de impozitare                                                 | Alexander Hamilton |
| 33⁠(d) | 2 ianuarie 1788                               | Același subiect continuat: Despre puterea generală de impozitare                                                 | Alexander Hamilton |
| 34⁠(d) | 5 ianuarie 1788                               | Același subiect continuat: Despre puterea generală de impozitare                                                 | Alexander Hamilton |
| 35⁠(d) | 5 ianuarie 1788                               | Același subiect continuat: Despre puterea generală de impozitare                                                 | Alexander Hamilton |
| 36⁠(d) | 8 ianuarie 1788                               | Același subiect continuat: Despre puterea generală de impozitare                                                 | Alexander Hamilton |
| 37⁠(d) | 11 ianuarie 1788                              | Despre dificultățile convenției în a găsi o formă adecvată de guvernare                                          | James Madison      |
| 38⁠(d) | 12 ianuarie 1788                              | Același subiect continuat, și incoerența obiecțiilor față de noul plan expus                                     | James Madison      |
| 39⁠(d) | 18 ianuarie 1788                              | Conformitatea planului cu principiile republicane                                                                | James Madison      |
| 40⁠(d) | 18 ianuarie 1788                              | Puterea convenției de a forma un guvern mixt examinată și susținută                                              | James Madison      |
| 41⁠(d) | 19 ianuarie 1788                              | Vedere generală a puterilor conferite de Constituție                                                             | James Madison      |
| 42⁠(d) | 22 ianuarie 1788                              | Puterile conferite de Constituție luate mai mult în considerare                                                  | James Madison      |
| 43⁠(d) | 23 ianuarie 1788                              | Același subiect continuat: Puterile conferite de Constituție luate mai mult în considerare                       | James Madison      |
| 44⁠(d) | 25 ianuarie 1788                              | Restricții asupra autorității mai multor state                                                                   | James Madison      |
| 45⁠(d) | 26 ianuarie 1788                              | Presupusul pericol pus de puterea uniunii guvernelor statelor                                                    | James Madison      |
| 46⁠(d) | 29 ianuarie 1788                              | Influența guvernelor statelor și a guvernului federal, comparate                                                 | James Madison      |
| 47⁠(d) | 30 ianuarie 1788                              | Structura particulară a noului guvern și distribuția puterii între diversele sale părți                          | James Madison      |
| 48⁠(d) | 1 februarie 1788                              | Aceste departmente nu ar trebui până acum separate pentru a nu avea control constituțional unul asupra celuilalt | James Madison      |
| 49⁠(d) | 2 februarie 1788                              | Metodă de apărare împotriva abuzului de putere ale unui departament al guvernării                                | James Madison      |
| 50⁠(d) | 5 februarie 1788                              | Apelurile periodice la popor                                                                                     | James Madison      |
| 51⁠(d) | 6 februarie 1788                              | Structura guvernului trebuie să furnizeze mecanismele adecvate de verificare și control diferitelor departamente | James Madison      |
| 52⁠(d) | 8 februarie 1788                              | Camera Reprezentanților                                                                                          | James Madison      |
| 53⁠(d) | 9 februarie 1788                              | Același subiect continuat: Camera Reprezentanților                                                               | James Madison      |
| 54⁠(d) | 12 februarie 1788                             | Împărțirea membrilor între state                                                                                 | James Madison      |
| 55⁠(d) | 13 februarie 1788                             | Numărul total al membrilor Camerei Reprezentanților                                                              | James Madison      |
| 56⁠(d) | 16 februarie 1788                             | Același subiect continuat: Numărul total al membrilor Camerei Reprezentanților                                   | James Madison      |
| 57⁠(d) | 19 februarie 1788                             | Presupusa tendință a noului plan de a-i ridica pe cei puțin pe socoteala celor mulți                             | James Madison      |
| 58⁠(d) | 20 februarie 1788                             | Obiecția că numărul membrilor nu va fi mărit pe măsură ce populația se mărește                                   | James Madison      |
| 59⁠(d) | 22 februarie 1788                             | Privind puterile Congresului de a reglementa alegerea membrilor                                                  | Alexander Hamilton |
| 60⁠(d) | 23 februarie 1788                             | Același subiect continuat: Privind puterile Congresului de a reglementa alegerea membrilor                       | Alexander Hamilton |
| 61⁠(d) | 26 februarie 1788                             | Același subiect continuat: Privind puterile Congresului de a reglementa alegerea membrilor                       | Alexander Hamilton |
| 62⁠(d) | 27 februarie 1788                             | Senatul | James Madison      |
| 63⁠(d) | 1 martie 1788                                 | Senatul, continuare                                                                                              | James Madison      |
| 64⁠(d) | 5 martie 1788                                 | Puterile Senatului                                                                                               | John Jay           |
| 65⁠(d) | 7 martie 1788                                 | Puterile Senatului, continuare                                                                                   | Alexander Hamilton |
| 66⁠(d) | 8 martie 1788                                 | Obiecții la puterile Senatului drept instanță de impeachment                                                     | Alexander Hamilton |
| 67⁠(d) | 11 martie 1788                                | Departamentul executiv                                                                                           | Alexander Hamilton |
| 68⁠(d) | 12 martie 1788                                | Modul de alegere a președintelui                                                                                 | Alexander Hamilton |
| 69⁠(d) | 14 martie 1788                                | Adevăratul caracter al executivului                                                                              | Alexander Hamilton |
| 70⁠(d) | 15 martie 1788                                | Departamentul executiv mai mult analizat                                                                         | Alexander Hamilton |
| 71⁠(d) | 18 martie 1788                                | Durata în funcție a executivului                                                                                 | Alexander Hamilton |
| 72⁠(d) | 19 martie 1788                                | Același subiect continuat, si reeligibilitatea executivului                                                      | Alexander Hamilton |
| 73⁠(d) | 21 martie 1788                                | Stipularea susținerii executivului și dreptul de veto                                                            | Alexander Hamilton |
| 74⁠(d) | 25 martie 1788                                | Comanda armatei și forțelor navale și puterea de grațiere a executivului                                         | Alexander Hamilton |
| 75⁠(d) | 26 martie 1788                                | Puterea executivului de încheiere a tratatelor                                                                   | Alexander Hamilton |
| 76⁠(d) | 1 aprilie 1788                                | Puterea executivului de numire în funcție                                                                        | Alexander Hamilton |
| 77⁠(d) | 2 aprilie 1788                                | Puterea executivului de numire în funcție, continuare, și alte puteri ale executivului                           | Alexander Hamilton |
| 78⁠(d) | 28 mai 1788 (carte) 14 iunie 1788 (ziar)      | Departamentul judecătoresc                                                                                       | Alexander Hamilton |
| 79⁠(d) | 28 mai 1788 (carte) 18 iunie 1788 (ziar)      | Puterea judecătorească, continuare                                                                               | Alexander Hamilton |
| 80⁠(d) | 21 iunie 1788                                 | Puterile judecătorești                                                                                           | Alexander Hamilton |
| 81⁠(d) | 25 iunie 1788 și 28 iunie 1788                | Puterile judecătorești, continuare, și distribuirea autorității judecătorești                                    | Alexander Hamilton |
| 82⁠(d) | 2 iulie 1788                                  | Puterea judecătorească, continuare                                                                               | Alexander Hamilton |
| 83⁠(d) | 5 iulie 1788, 9 iulie 1788 și 12 iulie 1788   | Puterea judecătorească, continuare în raport cu procesul cu jurați                                               | Alexander Hamilton |
| 84⁠(d) | 16 iulie 1788, 26 iulie 1788 și 9 august 1788 | Analiză și răspunsuri la anumite obiecții generale și diverse la Constituție                                     | Alexander Hamilton |
| 85⁠(d) | 13 august 1788 și 16 august 1788              | Remarci de încheiere                                                                                             | Alexander Hamilton |